# Duki (rapper)
Mauro Ezequiel Lombardo Quiroga (Almagro, Buenos Aires, 24 de junho de 1996), conhecido artisticamente como Duki, é um cantor argentino de trap.

## Biografia
Duki começou a ter interesse pelo hip hop aos sete anos de idade. Escutava muita variedade musical, mas sobretudo rap estadunidense, algo que lhe influiu face ao futuro. O freestyle chamou sua atenção após ver uma batalha. Seu sucesso começou depois de sua participação no ''Quinto Escalón'', uma das competições de freestyle mais conhecidas de Buenos Aires, a que ganhou na Data 6 de 2016.

## Carreira musical
Numa entrevista afirmou que seu interesse pelas batalhas de freestyle surgiu em 2010, ao ver uma batalha entre os espanhóis Arkano e Skone realizada em 2009. Seu interesse pelo rap em general remonta-se a quando o tinha 7 anos, que mostrava um interesse pelo hip-hop e o rap estadounidense.
Em 2011, um de seus amigos lhe deu o apodo «Duki», aparte de lhe mostrar mais batalhas a Mauro, que começava a ter maior interesse pelas batalhas de rap. Também foi vizinho do também freestyler argentino  Wolf, e seu irmão menor MKS, que é o melhor amigo de Duki.
Em fevereiro de 2018, decidiu continuar sua carreira musical de forma independente. Em 2018 realizou uma gira por Espanha, fez um sold-out no Luna Park, foi jurado do final internacional de Rede Bull Batalha dos Galos e também portada da revista Rolling Stone.
Tem participado em várias colaborações, destacando a canção «Loca (Remix)» com Bad Bunny e «Sigo Fresh» com Fuego.
Em novembro de 2019, lançou seu primeiro álbum de estudo titulado Super Sangre Jovem, que é um jogo de palavras com as siglas de Super Sayajin da série Dragon Ball Z, com a colaboração de artistas como Khea, C. Tangana, entre outros.